# Système d'information de la surveillance de l'exposition aux rayonnements ionisants
Le système SISERI (Système d'Information de la Surveillance de l'Exposition aux Rayonnements Ionisants) a été mis en place par l'IRSN dans un but de centralisation, consolidation et conservation de l'ensemble des résultats des mesures individuelles de l'exposition des travailleurs en vue de les exploiter à des fins statistiques ou épidémiologiques. Ces résultats sont également restitués sous certaines conditions aux médecins du travail et personnes compétentes en radioprotection  afin d'optimiser la surveillance médicale et la radioprotection des travailleurs.
Les principes de SISERI et les règles de consultation des données dosimétriques ont été spécifiées dans le décret du 31 mars 2003 relatif à la protection des travailleurs contre les dangers des rayonnements ionisants.  

## Principe
Chaque travailleur appelé à intervenir en zone surveillée ou en zone contrôlée fait l'objet d'un suivi dosimétrique assuré par des mesures individuelles de l'exposition externe, appelées dosimétrie passive et, le cas échéant, par des mesures permettant d'évaluer l'exposition interne. Tout travailleur intervenant en zone contrôlée fait en outre l'objet d'un suivi par dosimétrie opérationnelle.